# Murga

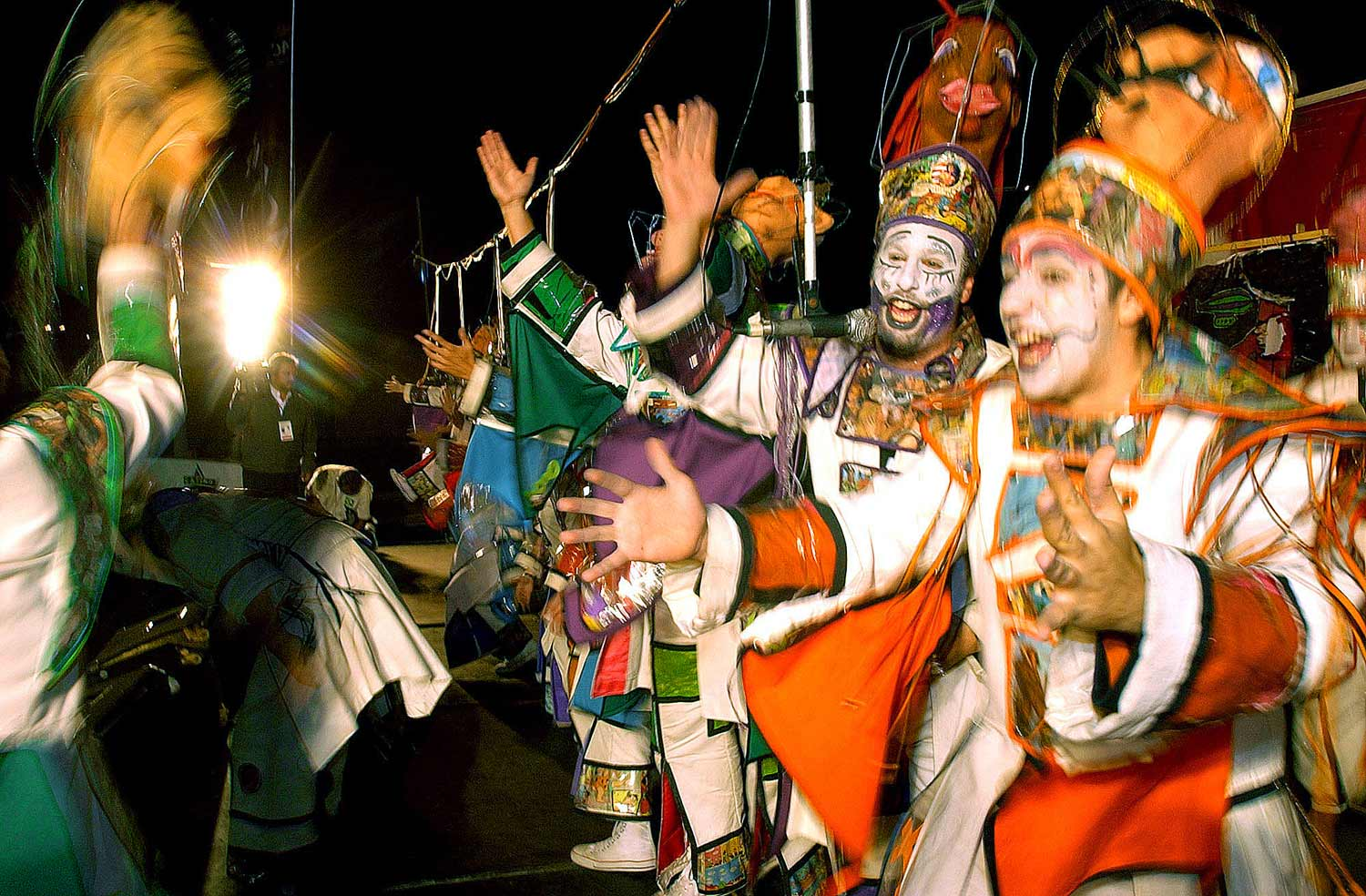
La murga a Montevideo

La Murga è una forma di teatro di strada che coniuga musica, danza e recitazione, molto vicina alla tradizione della giocoleria, con una forte connotazione satirica e parodistica.
Questa forma d'arte si sviluppò in Uruguay agli inizi del XX secolo, collegata al carnevale. Successivamente, circa 15 anni fa, si estese in molti paesi dell'America Latina, specialmente in Argentina dove acquisì uno status locale specifico (la cosiddetta murga porteña è tipica di Buenos Aires e del suo carnevale). Oggi si distinguono soprattutto due stili: quello uruguayo (di Montevideo) e quello porteño (di Buenos Aires). Un gruppo di Murga uruguaya è composto da una ensemble di cantanti i quali, con sfarzosi e coloratissimi trucchi e abiti, cantano canzoni ironiche di satira sociale e politica, su basi di canzoni popolari, accompagnati da soli tre strumenti a percussione: il bombo (una sorta di tom da 20"), il rullante e i piatti. Lo spettacolo si svolge su un palco (tablado).

## La musica e la danza
La componente musicale della murga porteña è caratterizzata da suoni intensi e ritmi incalzanti, molto vicini ad alcune musiche tradizionali latinoamericane (ad esempio la cumbia, ballo colombiano o la samba); deriva storicamente dalla commistione di culture diverse, quella degli ex schiavi neri, il candomblé afro-uruguayo e quella bandistica popolare europea. I ritmi sono realizzati con strumenti come il bombo con piattino (bombo de murga con platillos), una grancassa con un piatto di ottone collocato in cima, che il musicista colpisce con un altro piatto. Sono utilizzati altri strumenti a percussione, come surdo, rullante e repique. Gli artisti suonano e danzano a ritmo frenetico, adottando uno stile fatto di salti e calci nell'aria, che ricordano balli come la capoeira. Questo stile di danza evoca una rottura dello spazio (il danzatore sferra un calcio nell'aria mentre pianta con violenza il piede in terra), violento e giocoso allo stesso tempo. La murga, difatti, descrive con animo carnevalesco un forte spirito di protesta, di liberazione, con lo scopo di "svegliare" gli animi sopiti utilizzando, come del resto fa il teatro, lo "scandalo" del corpo. Questa danza è particolarmente spettacolare, dal momento che, in pieno spirito carnevalesco, tutti i componenti della compagnia suonano e danzano insieme, intrecciando i passi, i calci e i salti.

## Gli abiti tradizionali
Gli attori sono tutti vestiti con abiti variopinti. Il costume tipico del murguero argentino è la "levita", ossia un frac confezionato con raso colorato, dei colori del proprio gruppo-murga, dei cilindri e guanti bianchi, che riprendono simbolicamente il periodo in cui, a Carnevale, i neri si prendevano gioco dei loro padroni indossando i loro vestiti alla rovescia. Non mancano mostrine, nastri e altri dettagli sgargianti come i cosiddetti "apliques" ovvero figure riprodotte con paiette.
Ogni murga ha i suoi colori, due o più, che derivano dai colori tradizionali del quartiere di appartenenza o, più spesso, vengono scelti alla fondazione del gruppo. I colori saranno poi quelli delle levite, che si possono decorare a piacimento di ogni murguero con fantasia, in modo da renderle più sgargianti e appariscenti possibile.

## L'arte della protesta
Assieme ai balli e alla musica, la murga prevede anche dei brevi dialoghi fra gli attori, che mettono in scena alcune situazioni che ricordano in maniera molto diretta fatti politici e sociali. La satira è notevole, e segue specialmente la direzione dello sberleffo, della presa in giro del potente. Ciò che gli attori esprimono benissimo con la danza (violenza e gioco), è inserito in questi scambi verbali rivolti al pubblico.